# Davide Pellegrini
Davide Pellegrini (Varese, 10 gennaio 1966) è un allenatore di calcio ed ex calciatore italiano, di ruolo centrocampista.

## Carriera

### Giocatore
Fratello dei calciatori Luca e Stefano. Ha vestito, tra le altre, le maglie di Varese (squadra con cui ha esordito), Fiorentina, Pisa, Verona (club in cui è ricordato come protagonista della seconda "Fatal Verona" per il Milan, con un gol decisivo il 22 aprile 1990 che costò lo scudetto ai rossoneri) e Venezia.

### Allenatore
Dopo il ritiro dal calcio giocato, ha iniziato l'attività di allenatore nelle giovanili del Verona. Nella stagione 2007-2008 ha lasciato la guida della Berretti per sostituire in prima squadra l'esonerato Franco Colomba, venendo esonerato a sua volta dopo 2 mesi, con la squadra all'ultimo posto in classifica a 14 punti. Dopo 2 mesi è ritornato alla guida della squadra al posto dell'esonerato Maurizio Sarri, ottenendo la salvezza ai play-out.
Nella stagione 2009-2010 ha allenato il Monopoli, fino alle dimissioni dell'11 novembre 2009, per le contestazioni e le critiche ricevute dopo aver raccolto 13 punti in 12 gare, a 5 punti sopra i play-out e in linea con gli obiettivi estivi della società.
Nella stagione 2010-2011 è subentrato a febbraio al Kras Repen e nell'ottobre 2011 al Villafranca Veronese fino ad aprile 2012, quando è stato esonerato con la squadra in zona play-out.
Nella stagione 2012-2013 è tornato ad allenare le giovanili del Verona, guidando prima gli Allievi Regionali, poi gli Allievi Nazionali fino al giugno 2014, con cui ha vinto il Torneo Città di Arco - Beppe Viola del 2013.
Nella stagione 2014-2015 gli sono stati riaffidati gli Allievi Regionali, nella successiva gli Under 17 Lega Pro, mentre nel 2016 l'Under 16. Nel 2017 è ritornato alla guida dell'Under 17 della squadra scaligera. Dopo aver allenato per altre due stagione l'Under 16, nella stagione 2020-2021 ha guidato l'Under 17.

## Statistiche

### Statistiche da allenatore
| Stagione        | Squadra              | Campionato      | Campionato | Campionato | Campionato | Campionato | Coppe nazionali | Coppe nazionali | Coppe nazionali | Coppe nazionali | Coppe nazionali | Coppe continentali | Coppe continentali | Coppe continentali | Coppe continentali | Coppe continentali | Altre coppe | Altre coppe | Altre coppe | Altre coppe | Altre coppe | Totale | Totale | Totale | Totale | % Vittorie |
| Stagione        | Squadra              | Comp            | G          | V          | N          | P          | Comp            | G               | V               | N               | P               | Comp               | G                  | V                  | N                  | P                  | Comp        | G           | V           | N           | P           | G      | V      | N      | P      | %          |
| --------------- | -------------------- | --------------- | ---------- | ---------- | ---------- | ---------- | --------------- | --------------- | --------------- | --------------- | --------------- | ------------------ | ------------------ | ------------------ | ------------------ | ------------------ | ----------- | ----------- | ----------- | ----------- | ----------- | ------ | ------ | ------ | ------ | ---------- |
| 2007-2008       | Verona               | C1              | 21+2       | 7+1        | 7+1        | 7          | CI-C            | 2               | 1               | 0               | 1               | -                  | -                  | -                  | -                  | -                  | -           | -           | -           | -           | -           | 25     | 9      | 8      | 8      | 36,00      |
| 2009-2010       | Monopoli             | 2D              | 12         | 3          | 4          | 5          | CI-LP           | 4               | 0               | 3               | 1               | -                  | -                  | -                  | -                  | -                  |             | -           | -           | -           | -           | 16     | 3      | 7      | 6      | 18,75      |
| 2010-2011       | Kras Repen           | D               | 10         | 3          | 2          | 5          | CI-D            | -               | -               | -               | -               | -                  | -                  | -                  | -                  | -                  | -           | -           | -           | -           | -           | 10     | 3      | 2      | 5      | 30,00      |
| 2011-2012       | Villafranca Veronese | D               | 27         | 4          | 8          | 15         | CI-D            | -               | -               | -               | -               | -                  | -                  | -                  | -                  | -                  | -           | -           | -           | -           | -           | 27     | 4      | 8      | 15     | 14,81      |
| Totale carriera | Totale carriera      | Totale carriera | 72         | 18         | 22         | 32         |                 | 6               | 1               | 3               | 2               |                    | -                  | -                  | -                  | -                  |             | -           | -           | -           | -           | 78     | 19     | 25     | 34     | 24,36      |